# 大津町駅 (愛知県)
大津町駅（おおつまちえき）は、かつて愛知県名古屋市中区にあった名古屋鉄道瀬戸線の駅（廃駅）である。
栄町駅への延伸工事に伴うお濠区間の廃線とともに、駅も廃止となった。
駅の名称は大津町であるが、市電電停やバス停の名称と混同され、一般には大津橋と呼ばれることがよくあった。

## 概要
近くには、愛知県庁や名古屋市役所などの官庁街があり、また、市電・市バス大津橋停留所や名鉄バス・国鉄バス県庁前バス停などに隣接していたため、栄や名古屋駅方面への乗り換えが可能で、さらに後年には北側に名古屋市営地下鉄名城線の市役所駅（現：名古屋城駅）が開設されるなど、都心北部の交通の要所であった。
当駅が廃止された際に東大手駅が復活した後は、当駅に代わって東大手駅が急行停車駅となり、現在に至っている。

### 年表
- 1914年（大正3年）以前 - 瀬戸電気鉄道の娯楽園駅として開業[2]
- 1923年（大正12年）以降 - 娯楽園駅廃止[2][注釈 1]。
- 1926年（大正15年）5月26日 - 娯楽園駅からの改称・改築扱いで大津町駅開業[1]（当時は仮駅[2]）。
- 1930年（昭和5年） - 正式な駅に変更[2]。
- 1976年（昭和51年）2月15日 - 栄町乗り入れ工事着工のため廃止[2]。

## 駅構造
名古屋城の外堀を利用した掘割構造の相対式2面2線のホームで、上下線のホームは構内踏切で連絡されており、下りホームは大津橋の下に半分ほどかかっていた。駅舎は上りホーム側に設置されており、外堀の中とはいえ木造の立派な物で、2階建ての売店などもあり、昭和40年代に増築も行われた。
いわゆる「お濠区間」では最も乗降客が多かったこと、本町駅にあったガントレットの関係で堀川駅までが1つの閉塞区間とされていたこと、同駅までは市電と並行していたことなどから、特急を含め、大曽根以西に運行される電車の多くが当駅発着となっていた。そのため、折り返し用としての渡り線や引き上げ線が設置してあった。尾張瀬戸方面からの大津町行の電車は、到着後一旦堀川駅方向へ移動し、折り返して渡り線を渡って、尾張瀬戸方面ホームに入線していた。

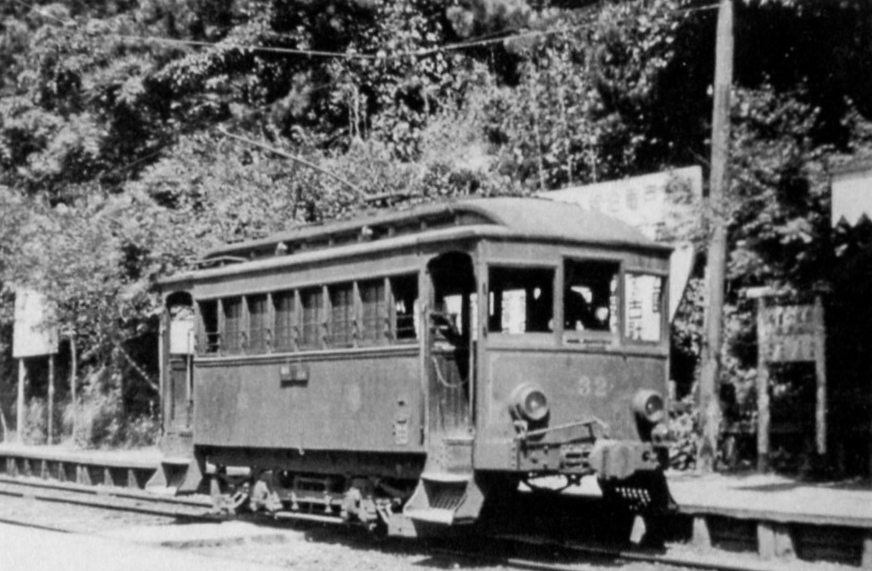
瀬戸電時代の大津町駅 (1937年）

### 配線図
| ← 大曽根方面 | 大津町駅 構内配線略図 | → 堀川方面 |
| 凡例 出典:   |                       |            |

## 現況
現在は、駅施設跡として、外堀を渡る大津橋の南詰西側から駅舎跡地に降りる階段や手すりが残されている。夏には緑が草深く生い茂り、駅の跡地を覆う。本町駅との間の外堀はホタル（ヒメボタル）の名所としても知られている。
瀬戸線が敷かれていた名古屋城外堀のうち鉄道用地として不要な部分は、2012年に名鉄から国土交通省（国道22号部分）および名古屋市（その他）に寄付され、当駅跡地は名古屋市の所有となっている。

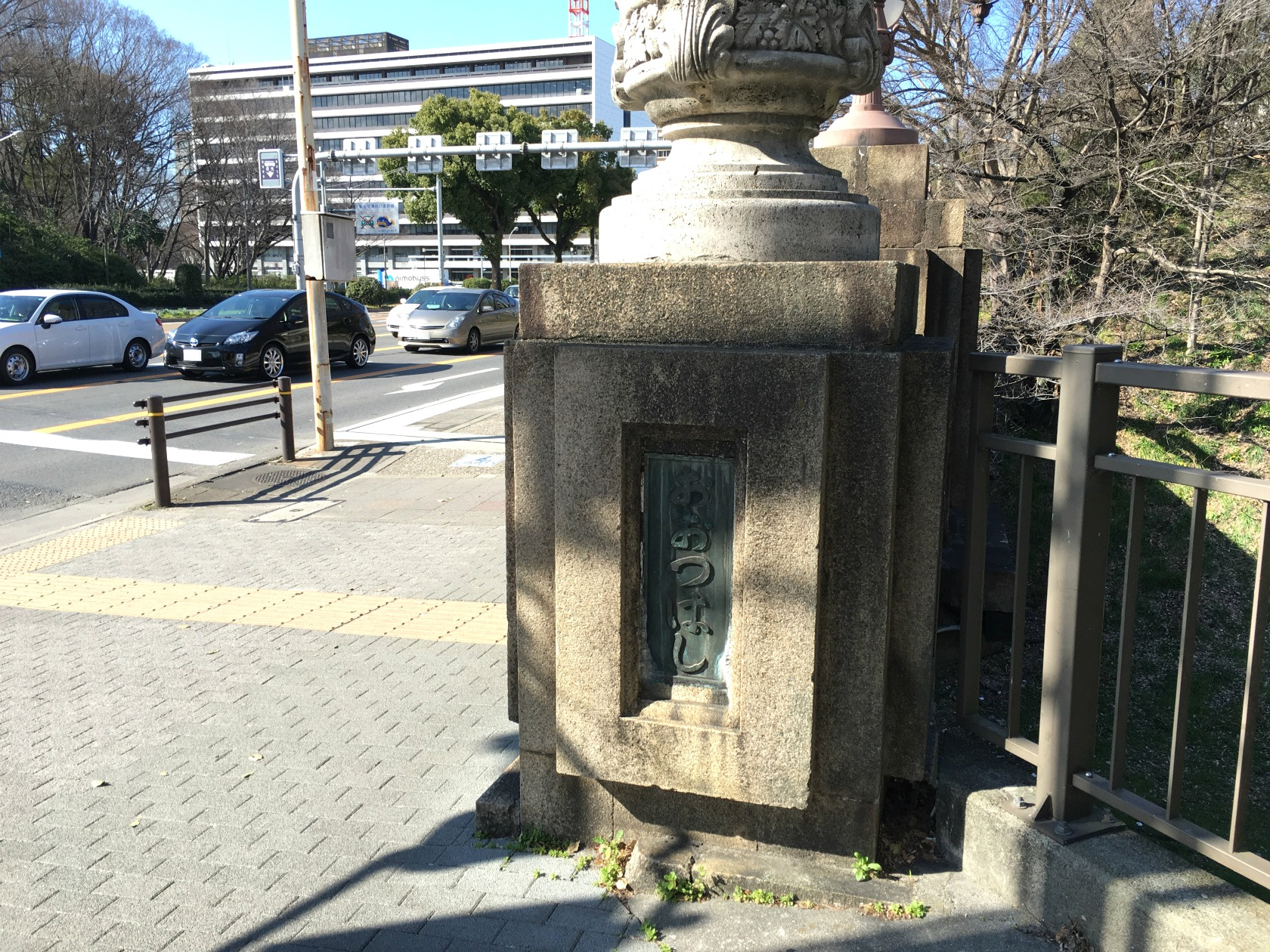
大津橋 （画像左奥に愛知県庁西庁舎）
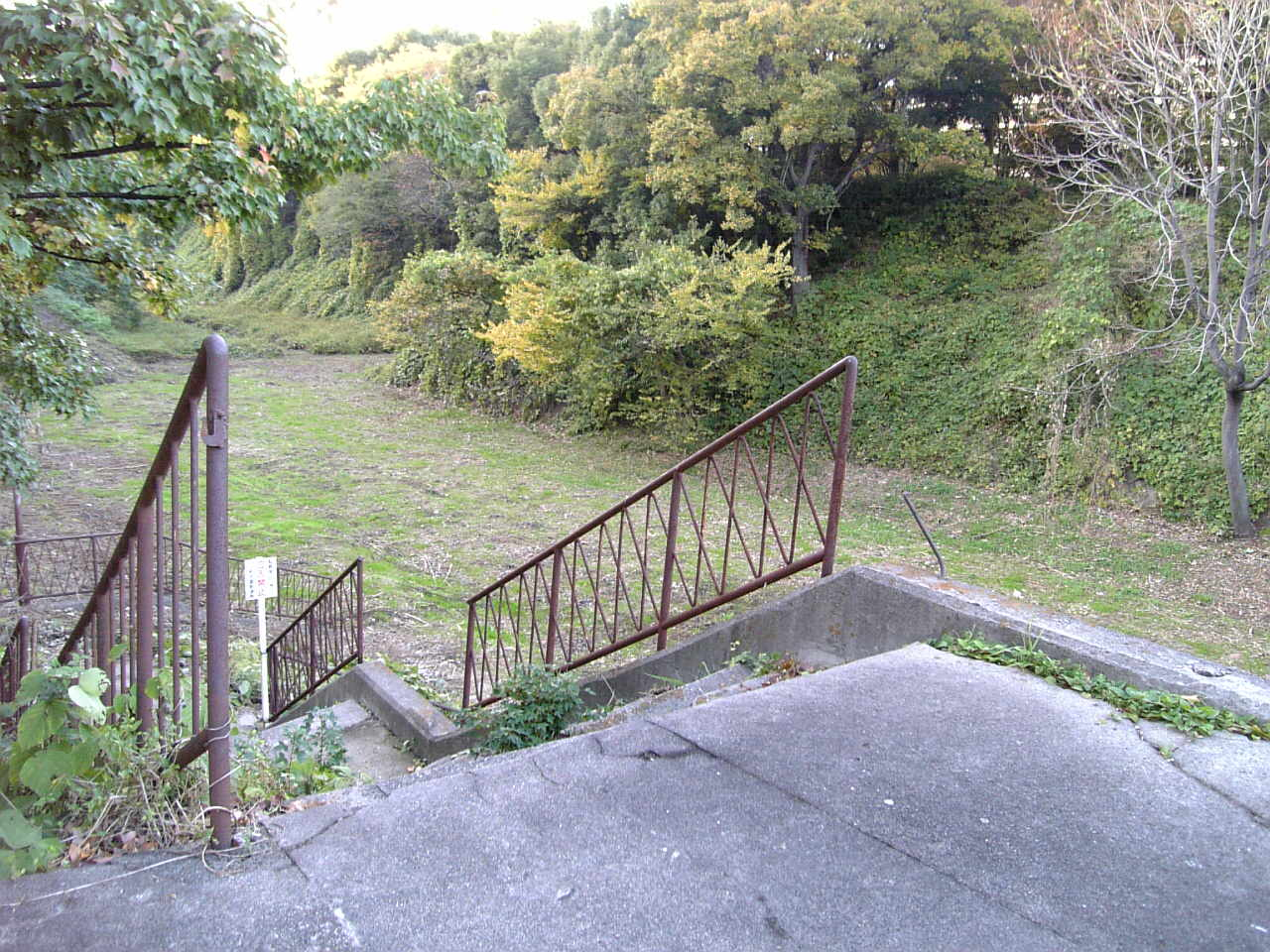
階段が残る大津町駅跡 （2006年11月）

## 隣の駅
名古屋鉄道（名鉄）
瀬戸線
本町駅 - 大津町駅 - （久屋駅） - （東大手駅） - 土居下駅
東大手駅は、1944年（昭和19年）から大津町駅廃止後の1978年（昭和53年）まで休止
久屋駅は、1941年に休止されたまま廃止